# 劉林
劉 林（りゅう りん、生没年不詳）は、中国の前漢時代末期から後漢時代初期にかけての漢の宗族に属する人物。父は平干繆王劉元とされているが、史書によって諸説がある。

## 事跡
| 姓名           | 劉林                |
| 時代           | 前漢時代 - 後漢時代 |
| 生没年         | 〔不詳〕            |
| 字・別号       | 〔不詳〕            |
| 本貫・出身地等 | 〔不詳〕            |
| 職官           | 丞相〔王郎〕        |
| 爵位・号等     | -                   |
| 陣営・所属等   | 王郎                |
| 家族・一族     | 父：平干繆王劉元    |

劉林は、術策（「奇数」）を好み、趙・魏の間で任侠として知られ、多くの豪傑や悪党（「豪猾」）と交流していた。このため、当時は占師であった王郎とも交遊があったが、あるとき、王郎は劉林に対して、自分は成帝の子の劉子輿であり、幼い頃は蜀の地に隠れていたが、天機あるべしとして燕・趙にやってきた、と語った。劉林はこれを信じ、趙の豪族（「大豪」）である李育・張参と共に、王郎を皇帝に擁立する計画を練った。
ただこの頃、赤眉軍が黄河を渡って北進してくるとの噂が飛び交い、更始元年（23年）10月には、更始帝（劉玄）の命を受けて河北平定にやってきた破虜将軍・行大司馬事劉秀（後の光武帝）が邯鄲を訪れ、劉林はこれと面会している。劉林は河北に脅威を与える赤眉軍を堤防を切って殲滅する策を劉秀に提案するが、劉秀はそれに返答をせず、邯鄲を離れてさらに北方の真定へ向けて進行した。
これにより劉林は、王郎擁立を最終的に決断したと見られる。劉林らは赤眉軍が来るとの伝聞を更に煽り、王郎を擁立する正統性としたところ、多くの人はそれを信じた。
この年の12月、劉林らは数百の車騎を率いて邯鄲に入城し、かつての趙王の宮殿で王郎を天子として即位させた。劉林は丞相、李育は大司馬、張参は大将軍に任命されている。そして北方の各郡国に檄を発し、軍を派遣して、趙国以北、遼東以西は王郎の支配領域となった。
しかし更始2年（24年）、当初は劣勢にあった劉秀が次第に勢力を盛り返し、同年5月に邯鄲は陥落して、王郎は滅亡した。なお、劉林の生死・行方は不明である。